# Щетинино (Пензенская область)
Щети́нино — деревня Волче-Вражского сельсовета Тамалинского района Пензенской области. На 1 января 2004 года — 31 хозяйство, 59 жителей.

## География
Деревня расположена на севере Тамалинского района, на левом берегу реки Мача, к югу от посёлка Степного, расстояние до которого 2 км.

## История
По исследованиям историка — краеведа Полубоярова М. С., деревня образована в середине XVIII века помещиком Николаем Федоровичем Щетининым, в составе Чембарского уезда. С 1912 года деревня Волче-Вражской волости Чембарского уезда, с 1923 года — в Григорьевской волости Чембарского уезда, с 1929 года — в Исаевском сельсовете Чембарского района, с 1955 года — в Мача-Родниковском сельсовете Бековского района, затем передана в Волче-Вражский сельсовет Тамалинсккого района. В 1968 году — в Степном сельсовете Тамалинского района. Согласно Закону Пензенской области № 1992-ЗПО от 22 декабря 2010 года передана в Волче-Вражсский сельский совет Тамалинского района.

## Численность населения
| год                | 1864 | 1896 | 1912      | 1930 | 1951 | 1959 | 1979 | 1989 | 1996 | 2004 |
| ------------------ | ---- | ---- | --------- | ---- | ---- | ---- | ---- | ---- | ---- | ---- |
| количество жителей | 140  | 274  | около 422 | 499  | 83   | 210  | 171  | 107  | 80   | 59   |

## Улицы
- Садовая.